# Враг народа (спектакль МДТ)
 «Враг народа»  — спектакль Академического Малого Драматического театра — Театра Европы, поставленный режиссёром Львом Додиным в 2013 году по одноименной пьесе Генрика Ибсена.

## О спектакле
«Враг народа» — первый спектакль, поставленный Львом Додиным по пьесе классика норвежской драматургии.
Спектакль посвящён 150-летию К. С. Станиславского, который в 1900 году поставил спектакль по этой пьесе в Московском художественном театре под названием «Доктор Штокман» и исполнил в нём главную роль.
Спектакль создан при поддержке Министерства культуры Российской Федерации, Фонда «Достоинство»

## Создатели спектакля
Сценическая композиция и постановка Льва Додина
Художник Давид Боровский
Художник по свету Дамир Исмагилов
Педагог-репетитор Валерий Галендеев
Литературный консультант Дина Додина

## Награды спектакля
- Высшая Театральная премия Санкт-Петербурга «Золотой софит» (2013) в номинациях «Лучший спектакль на большой сцене» и «Лучшая мужская роль» (Сергей Курышев за роль доктора Стокмана)[1]

## Гастроли
- 2013 — Екатеринбург, Калининград, Москва, Кириши
- 2015 — Воронеж
- 2018 — Красноярск

## Действующие лица и исполнители
Доктор Томас Стокман, курортный врач — Сергей Курышев
Катрине Стокман, его жена — Ирина Тычинина
Петра, его дочь, учительница — Дарья Ленда, Екатерина Тарасова, Надежда Некрасова
Петер Стокман, его старший брат, мэр города, председатель правления курорта — Сергей Власов
Мортен Хиль, приемный отец госпожи Стокман, владелец кожевенного завода — Сергей Козырев
Ховстад, редактор газеты — Екатерина Клеопина, Игорь Черневич, Филипп Могильницкий, Никита Сидоров, Артур Козин
Аслаксен, владелец типографии — Владимир Селезнёв, Александр Кошкарев

## Пресса о спектакле
- Дмитрий Циликин «ГОРЕ ОТ УМА И ТАЛАНТА», Ведомости, 11.02.2013
- Анастасия Ким "ПРЕМЬЕРА В МАЛОМ ДРАМАТИЧЕСКОМ ТЕАТРЕ — СПЕКТАКЛЬ «ВРАГ НАРОДА» РБК Дейли, 11.02.2013
- Галина Коваленко «ИСПОВЕДЬ СЫНА ВЕКА» Независимая газета, 11.02.2013
- Олег Кармунин «ДОКТОР СТОКМАН ВЫШЕЛ НА БОЛОТНУЮ» Известия, 12.02.0213
- Ольга Егошина «ЦЕНА СВОБОДЫ» Новые известия, 12.02.2013
- Нинели Исмаилова «И ВСЁ ЭТО ИЗ-ЗА ПРАВДЫ» Живой журнал АРТ, 13.02.2013
- Марина Токарева «БОЛЬШИНСТВО ВЫБИРАЕТ ВАРРАВУ» (недоступная ссылка) Новая газета, 14.02.2013
- Елена Алексеева «БРАТ МОЙ — ВРАГ МОЙ» Санкт-Петербургский ведомости, 14.02.2013
- Дмитрий Циликин «АМОРАЛЬНОЕ ЖКХ» Деловой Петербург, 15.02.2013
- Елена Герусова "ПОЛИТИКА В БЕЛЫХ ХАЛАТАХ Коммерсантъ, 15.02.2013
- Катерина Павлюченко «ЖИТЬ ПО СОВЕСТИ — ДИАГНОЗ, НЕСОВМЕСТИМЫЙ С ЖИЗНЬЮ» Невское время, 15.02.2013
- Жанна Зарецкая «ПОДГНИЛО ЧТО-ТО В НАШЕМ КОРОЛЕВСТВЕ» Фонтанка.ру, 16.02.2013
- Лилия Шитенбург «STOCKMANN, M. D.» Colta.ru. 26.02.2013
- Марина Дмитревская «ДОКТОР СТОКМАН НЕ ВЫХОДИТ НА БОЛОТНУЮ» Блог ПТЖ, 05.03.2013
- Татьяна Москвина «ИЗВИНИТЕ, НА СЦЕНУ ВЫШЕЛ ГЕРОЙ» Аргументы недели, 28.03.2013
- Ирина Корнеева «И ТУТ ЗАМЫСЛИЛ ОН ПОБЕГ» Российская газета, 09.10.2013
- Павел Руднев «БОЛЕВОЕ УСИЛИЕ» Знамя, 2015, № 1